# 쿠마나 국립공원

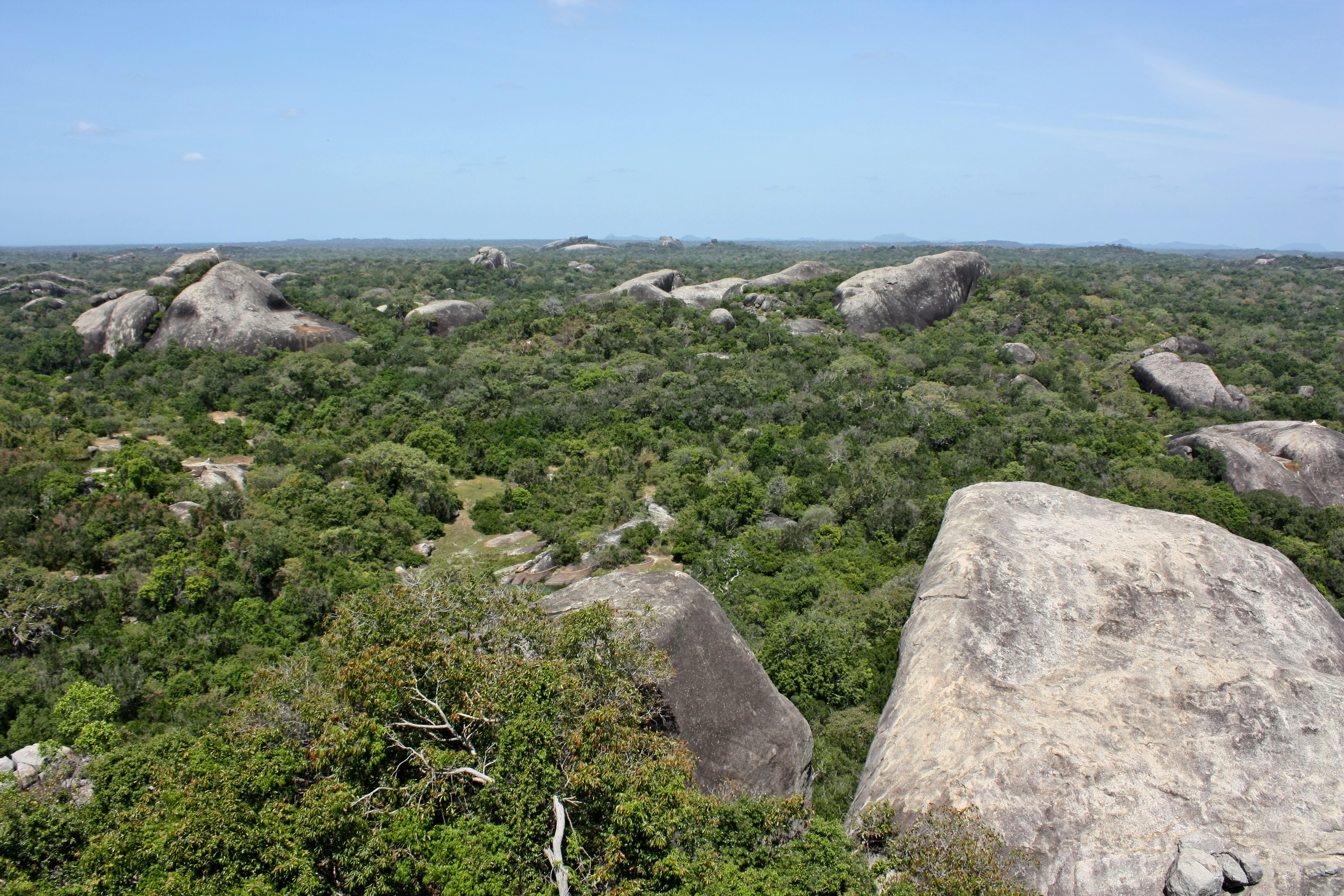

쿠마나 국립공원(Kumana National Park, 과거 명칭: 얄라 동부국립공원/Yala East National Park)은 조류로 유명한 스리랑카의 국립공원이다.
아루감 베이(Arugam Bay)를 중심으로 스리랑카 동남부, 루후나의 북동쪽에 약 18km2의 면적을 차지하고 있다. 루후나보다 식물이 많이 있어 숲이 깊고 표범이 많이 서식하고 있다.

## 갤러리

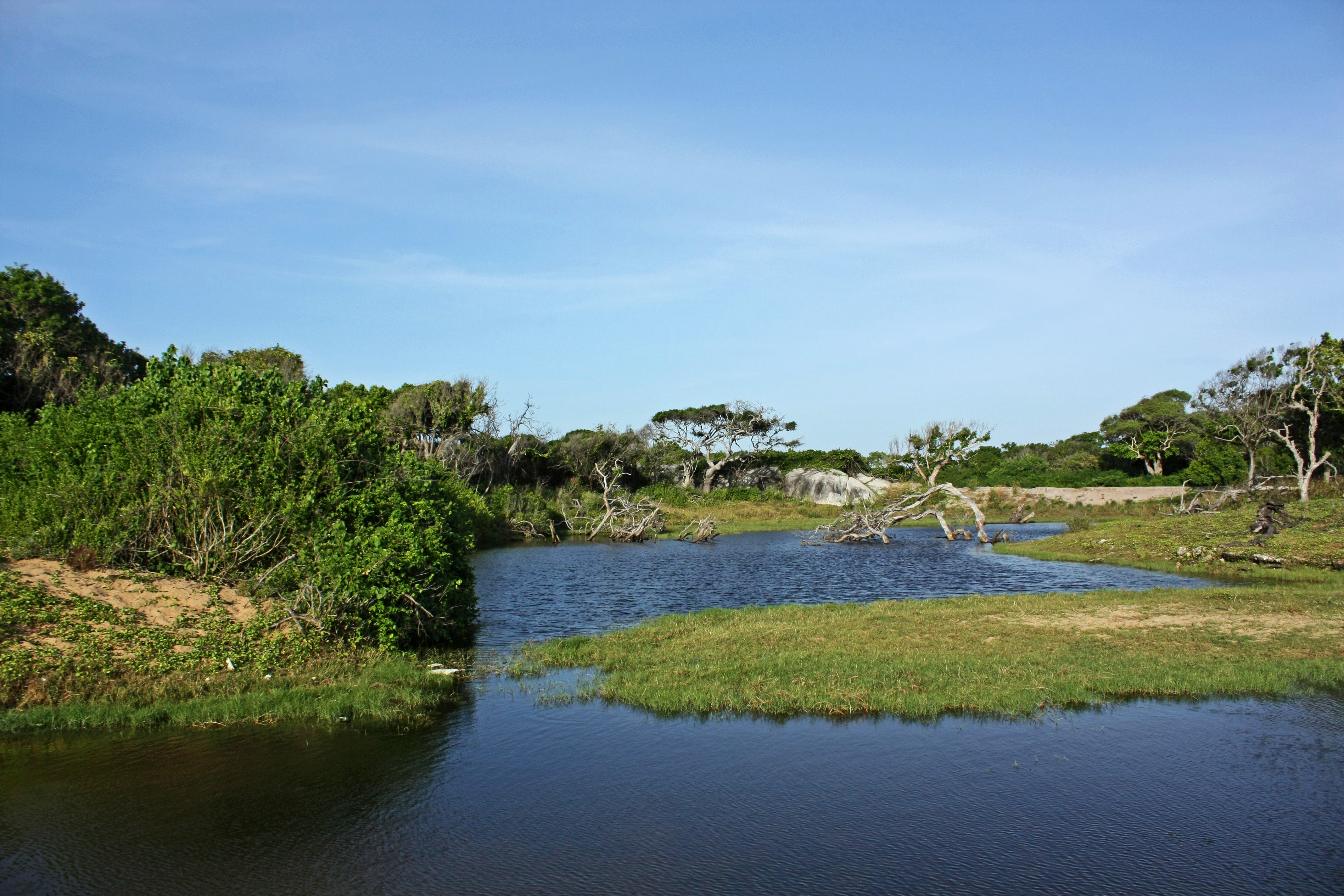
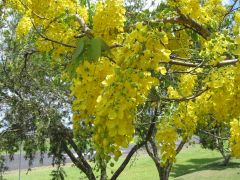
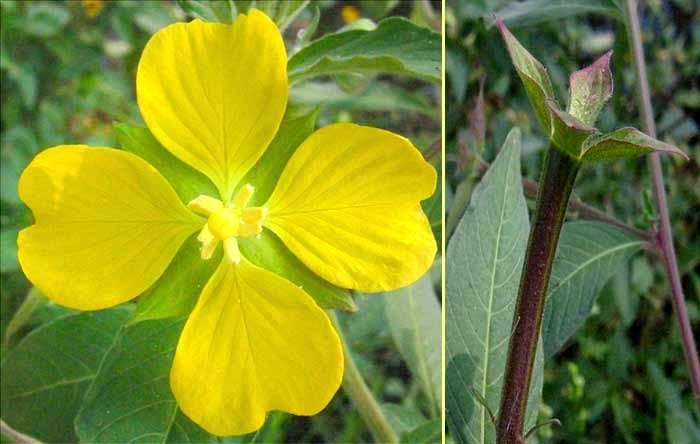
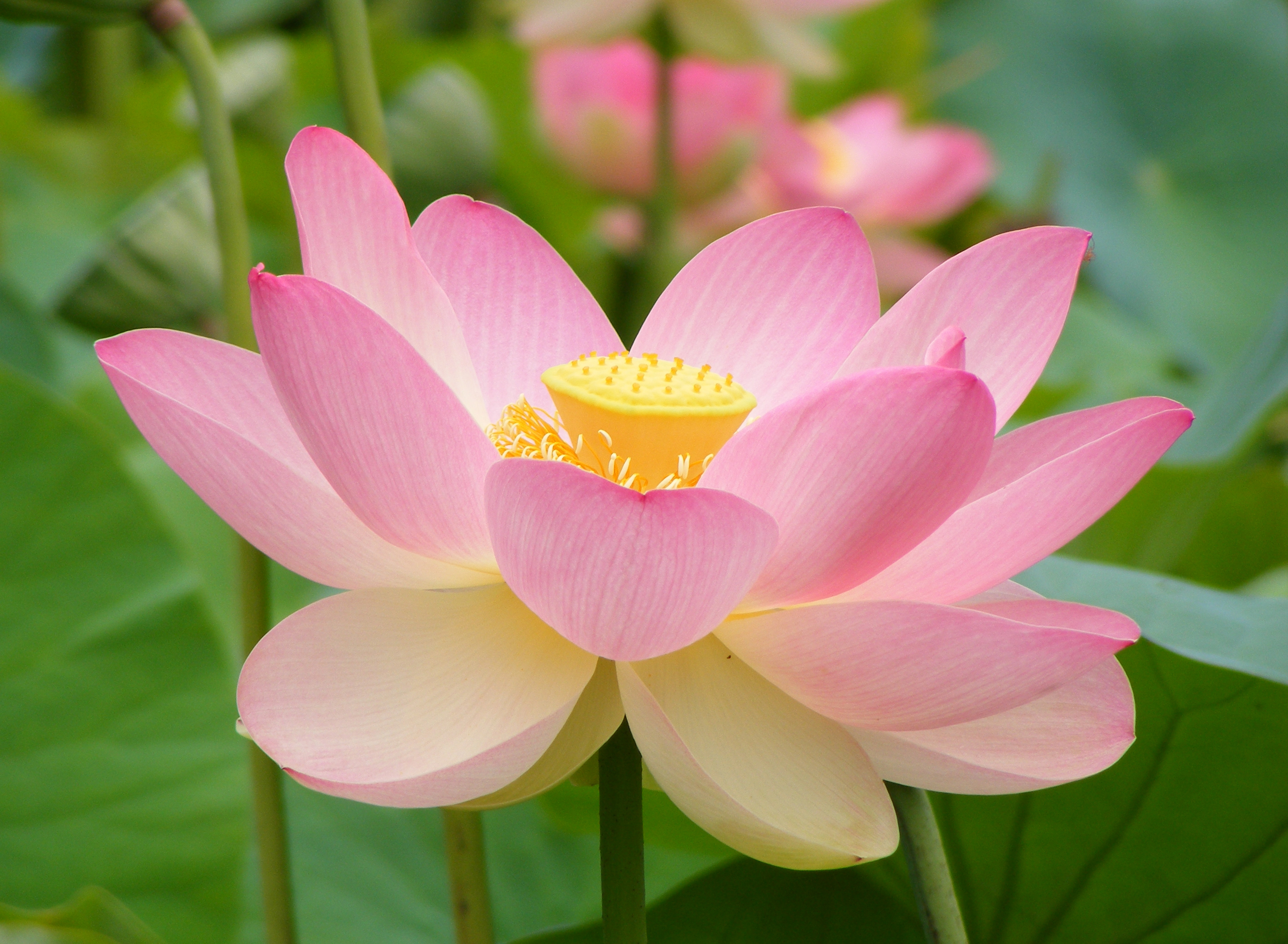
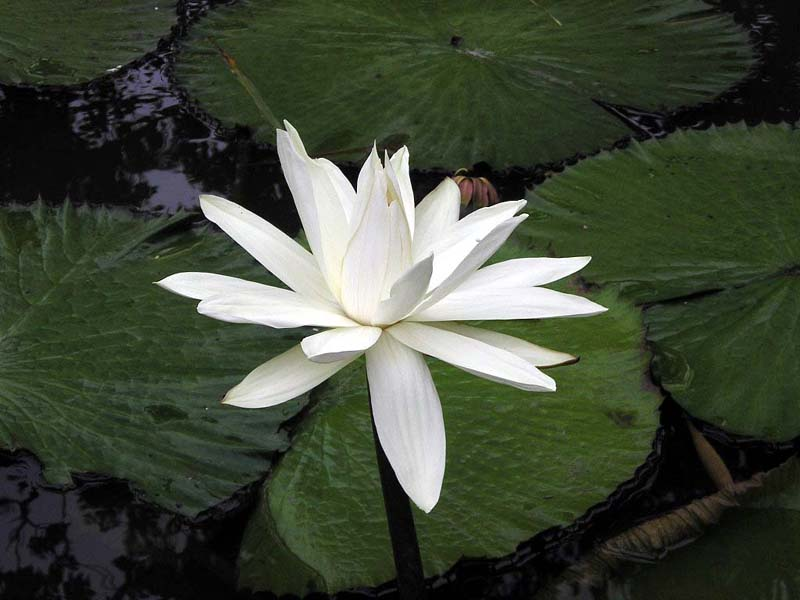
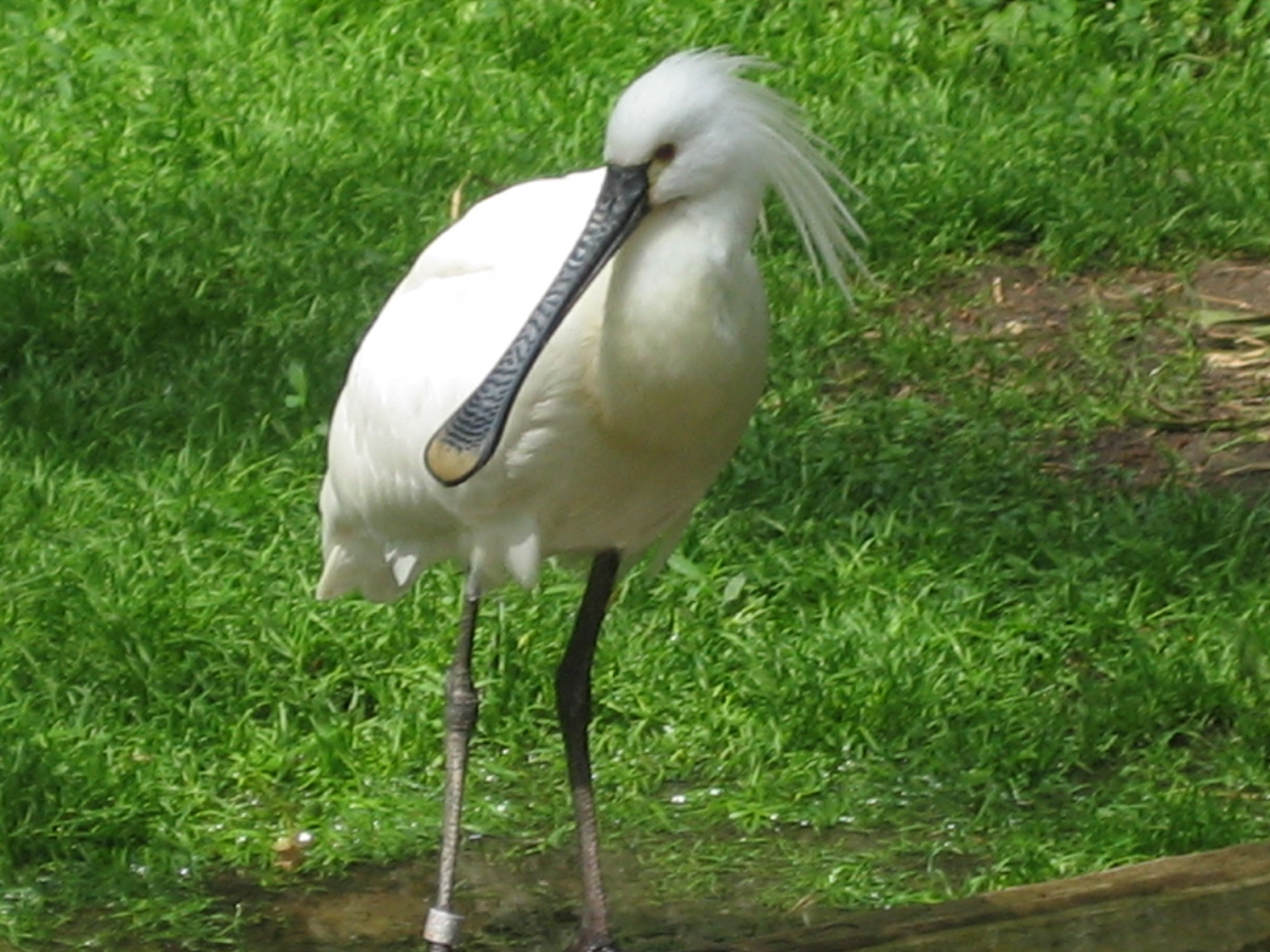
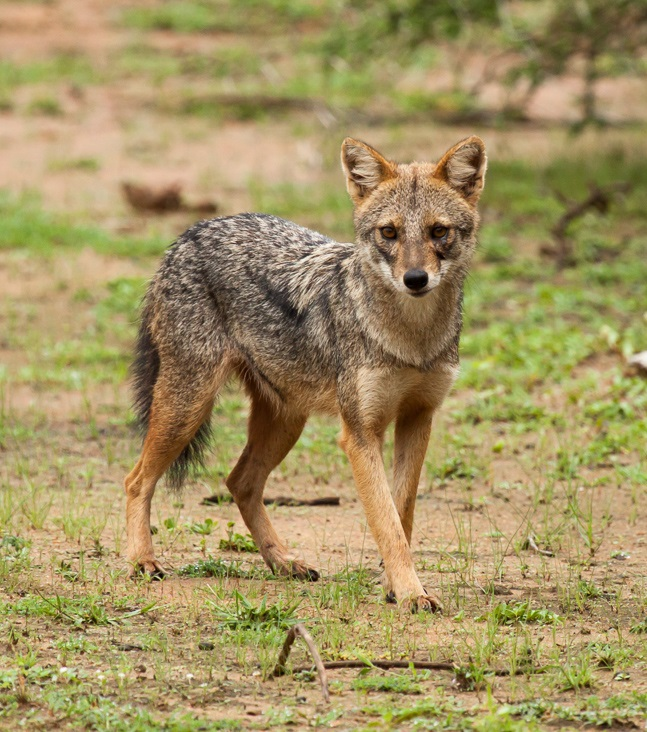
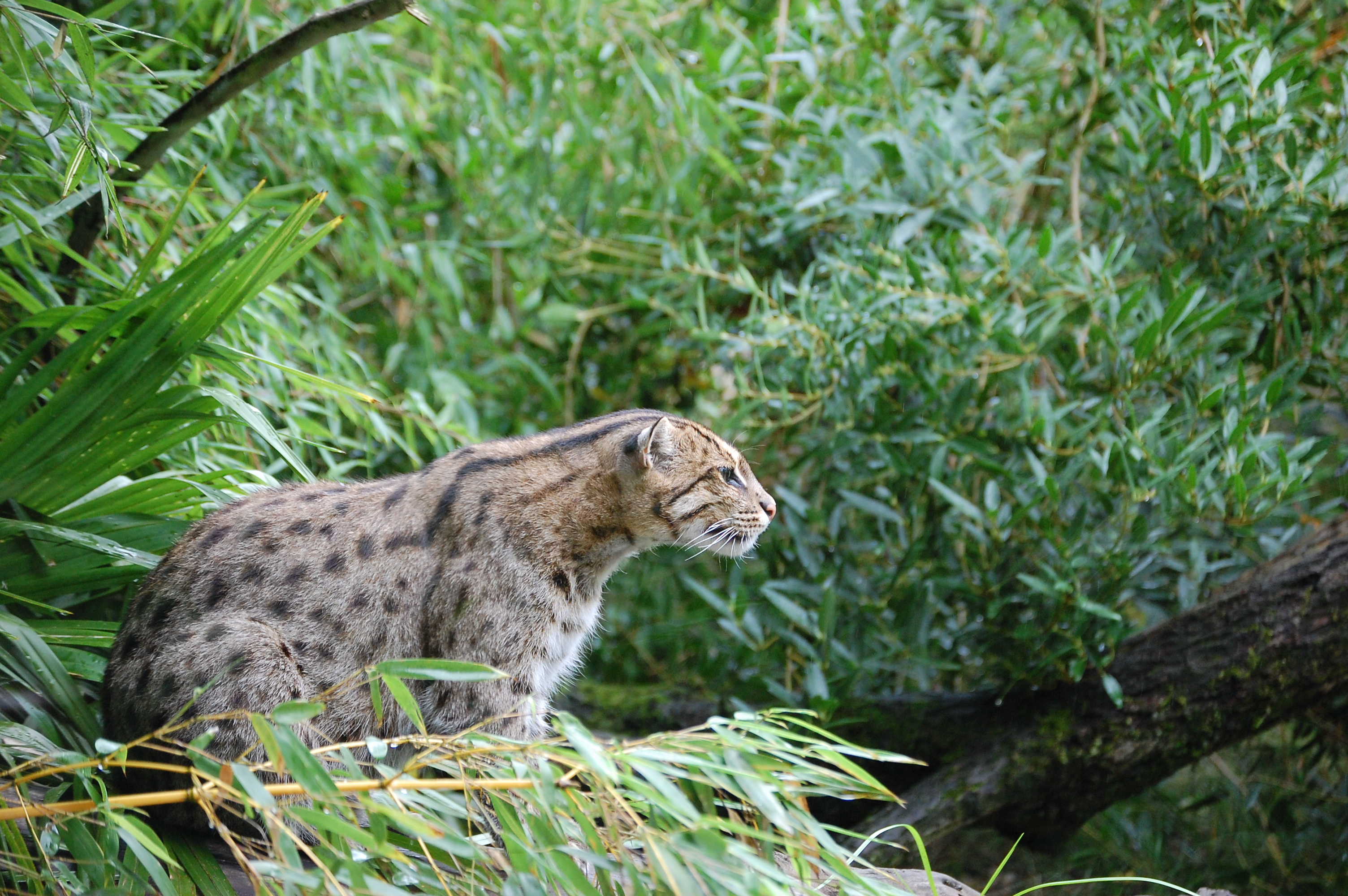
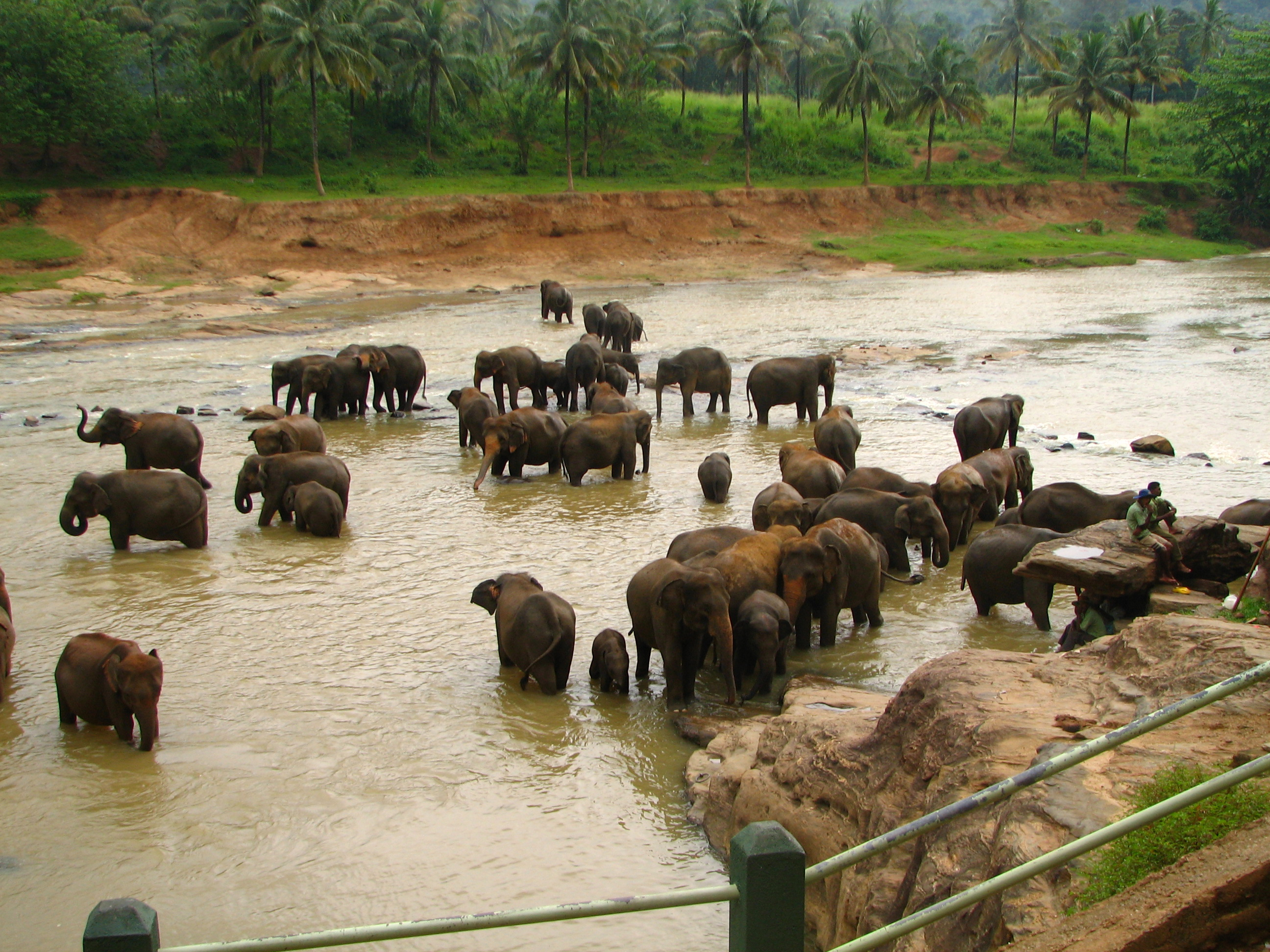